# Haplochromis phenochilus
 Haplochromis phenochilus és una espècie de peix de la família dels cíclids i de l'ordre dels perciformes.

## Morfologia
Els mascles poden assolir els 15,7 cm de longitud total.

## Distribució geogràfica
Es troba al nord del llac Malawi (Àfrica).